# Beeldkrant

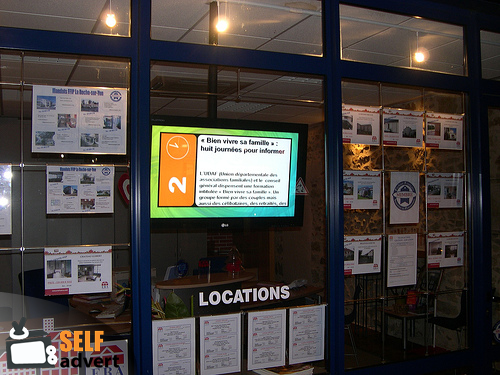
Een beeldkrant als reclametoepassing in een etalage

Een beeldkrant of telekrant (Vlaams: rolkrant) is een roulerende presentatie van nieuws en/of reclame op TV of op een computer- of beeldscherm. 
Het maken van een beeldkrant wordt tegenwoordig ondersteund door eenvoudig te gebruiken software. Oorspronkelijk - vanaf ongeveer 1975 - moesten de te gebruiken teksten worden getypt en omgezet in dia's. Die werden met behulp van een diaprojector voorzien van een diacarrousel geprojecteerd in een zwart-wit-camera. De projector schakelde na een ingestelde tijd automatisch door, en de camera leverde het beeld voor de beeldkrant. In eerste instantie kon men alleen een zwart-wit-beeldkrant met uitsluitend teksten vervaardigen. Vanaf 1985 kon men een beeldkrant ook in kleur vervaardigen en werd het mogelijk de tussenstap van de dia's over te slaan en de tekst direct in te voeren. Inmiddels is het ook mogelijk geluid en bewegend beeld te gebruiken.
Een beeldkrant wordt gebruikt als programmering tijdens de uren dat een televisiezender geen reguliere programma's uitzendt. Daarnaast kan gebruik worden gemaakt van een beeldkrant als screensaver op computerschermen, maar ook als gesloten systeem in bussen, treinen, bedrijven of winkels, als:
- aanvulling op een intranet
- attendering reisschema en haltes
- alarmering
- narrowcasting: informatieverstrekking en/of reclameboodschappen op beeldschermen in wachtruimten

Een bijzonder segment van het gebruik van de beeldkrant is de toepassing op zeer grote schermen in de openbare ruimte. In Nederland - en daarmee voor Europa - werd dit in 1983 voor het eerst toegepast in Amsterdam met een scherm van 10 bij 8 meter op de gevel van het City Theater aan het Kleine Gartmanplantsoen.